# Les Perrières
Cet article concerne l'ensemble de musique breton. Pour le site touristique, voir Les Perrières (site troglodytique).
Les Perrières est un ensemble de musique et de danse traditionnelles de Haute-Bretagne, rattaché au Cercle celtique de Cesson-Sévigné. Classé parmi les meilleurs groupes de Bretagne (évalué en première catégorie par la confédération War 'l leur), cette troupe est composée de plus de 35 danseurs et musiciens évoluant sur scène en costume. Le cercle participe au championnat de la confédération Kenleur.

## Présentation générale

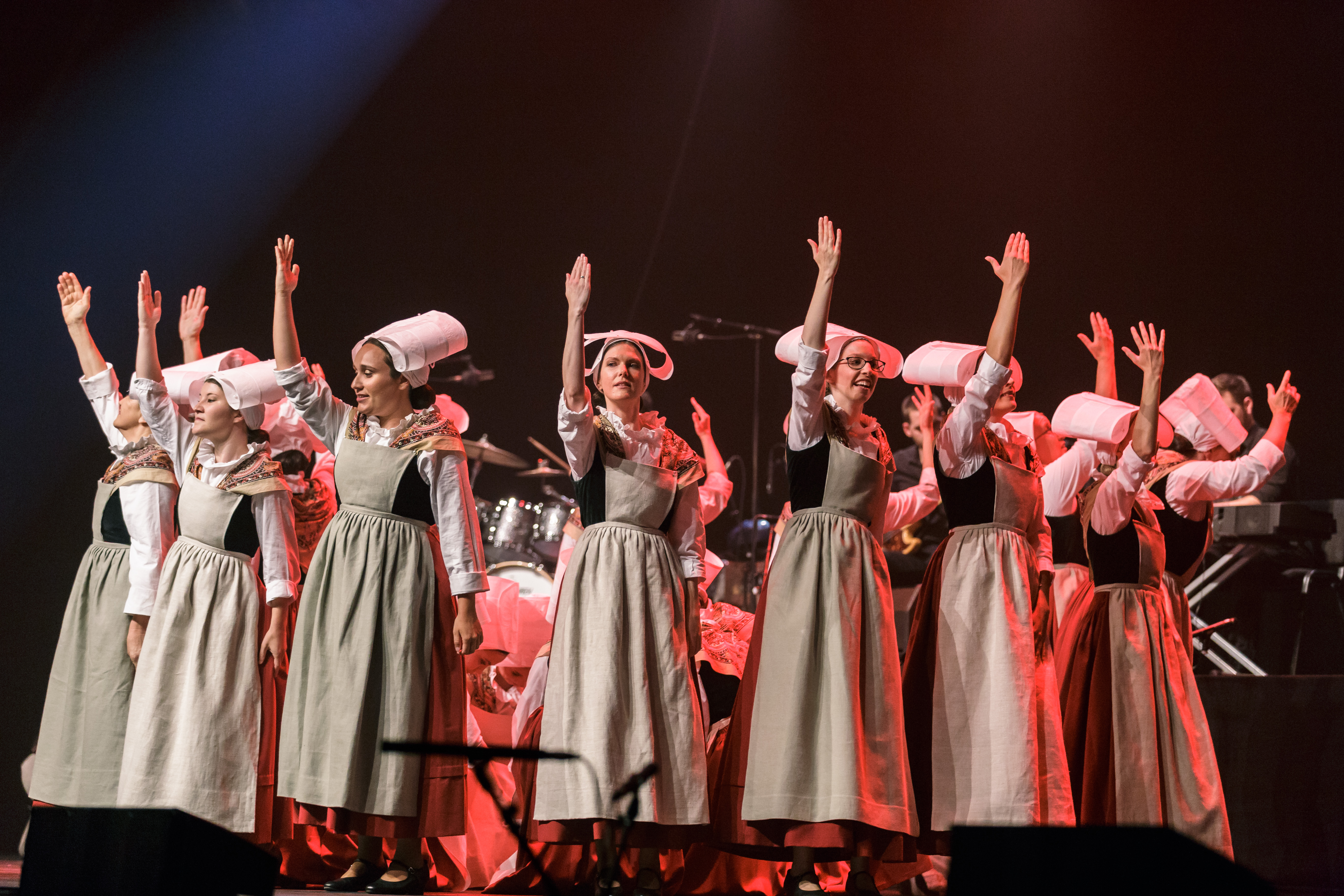
Danseuses du cercle de Cesson-Sévigné

Musiciens et danseurs des Perrières se retrouvent chaque année, depuis 1984, autour de la danse traditionnelle de Bretagne. Ils présentent majoritairement des danses collectées en Haute-Bretagne (Est de la Bretagne). Les musiques et les chants présentés sont le fruit d’un travail de collectage et d’harmonisation, ainsi que d’une complicité avec les danseurs.
Cesson-Sévigné est une ville située à l’est de Rennes, capitale actuelle de la Bretagne. Le nom des Perrières vient du gallo (langue parlée en Haute-Bretagne à la fin du XIXe siècle) et signifie « carrière » ; Cesson-Sévigné était une ville à forte extraction de minerai (Les Perrières de Coësmes, de Bray ou de Pince-Poche).
Mené par une équipe jeune et dynamique, l’ensemble traditionnel se compose de 30 danseurs (21 femmes et 9 hommes) et d’un groupe musical de 6 instrumentistes (accordéons diatoniques, clarinette, violon, flûte, chant). Les danseurs portent des reconstitutions de costumes d’époque.
L’ensemble traditionnel Les Perrières a obtenu ces dernières années plusieurs hautes distinctions : « ensemble traditionnel de première catégorie » en 2003 et de nouveau depuis 2008, deuxième prix au festival national de danses traditionnelles des Affouages en 2002, champion du Festival de Cornouaille en 2003 (vainqueur du trophée Gradlon). Il a également représenté la Bretagne à l’étranger à l’occasion de différents festivals internationaux, notamment en Hongrie en 2000, au Pays de Galles en 2001, en Turquie en 2002, en Espagne en 2006, en Roumanie en 2007 et au Portugal en 2009.

## Approche artistique

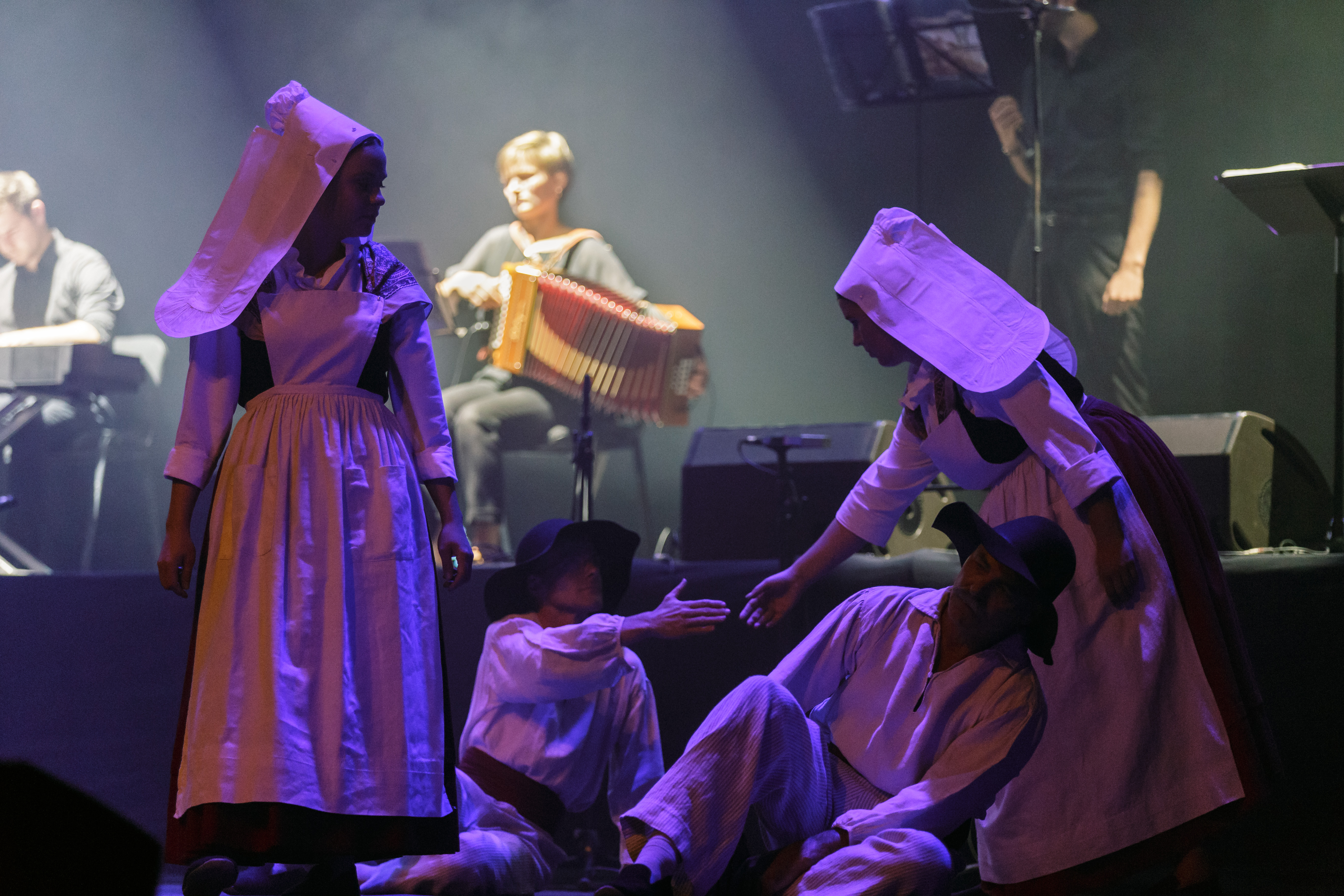
Spectacle 2017 à Kement Tu Quimper.

Au cœur du Pays Rennais, le Cercle Celtique Les Perrières de Cesson-Sévigné est un ensemble traditionnel spécialisé, et fervent défenseur, des danses de Haute-Bretagne. Forte de son travail de reconstitution et de collectage, tant en danse que musique et costume, la troupe œuvre à mettre sur le devant de la scène des danses méconnues du patrimoine traditionnel et populaire Haut-Breton.
Avec une mise en scène résolument moderne et novatrice, Les Perrières proposent des créations de spectacles vivants, autour de la danse, la musique, le chant, le conte et le théâtre. Développés autour d’un thème se rapportant à des éléments culturels de Haute-Bretagne, leurs spectacles emmènent le public à travers des histoires et des anecdotes basées sur des faits réels ou des croyances populaires.
Force de renouvellement et reconnus sur la scène bretonne, ils sont également des fervents défenseurs de la danse dans sa forme traditionnelle. Toujours représentée dans sa forme collectée, les choix créatifs sont faits sans pour autant dénaturer le style et l’esprit des danses présentées.

## Historique
Créé en octobre 1984 par Gérard Malard, le Cercle celtique de Cesson-Sévigné regroupait alors quelques Cessonnais passionnés de danse bretonne. Attirés dès la création par l’envie de faire partager leur passion au plus grand nombre, ceux-ci ont entamé une longue histoire parsemée de spectacles, de défilés et de reproductions de costumes.
Accompagnée de musiciens de Fougères puis de leur bagad, la troupe évoluait en qualité et entamait sa route des concours au sein de la confédération Kendalc’h dès 1986.
Sous la direction de Thierry Le Hoerff, à partir du début des années 1990, l’ensemble traditionnel s’est développé. Connu désormais sous le nom des Perrières de Cesson-Sévigné, il a accédé à la seconde catégorie de la confédération Kendalc’h en 1993 et à la 1re catégorie en 2003 avec 17,50 comme note de chorégraphie (un record pour l'époque !) à l'emvod de pacé.  Une recherche jamais assouvie dans la reproduction des costumes du bassin rennais et une passion des terroirs dansés et musicaux de Haute-Bretagne, Les Perrières deviennent un groupe de qualité reconnue.
Yann Busnel reprend la direction de l’ensemble traditionnel en 2005 sous le signe du changement. La confédération War’l Leur, nouvelle affiliation des Perrières, évalue le niveau du groupe, dès sa première année, parmi les meilleurs de seconde catégorie, puis accède en première catégorie en 2008.

## Les costumes

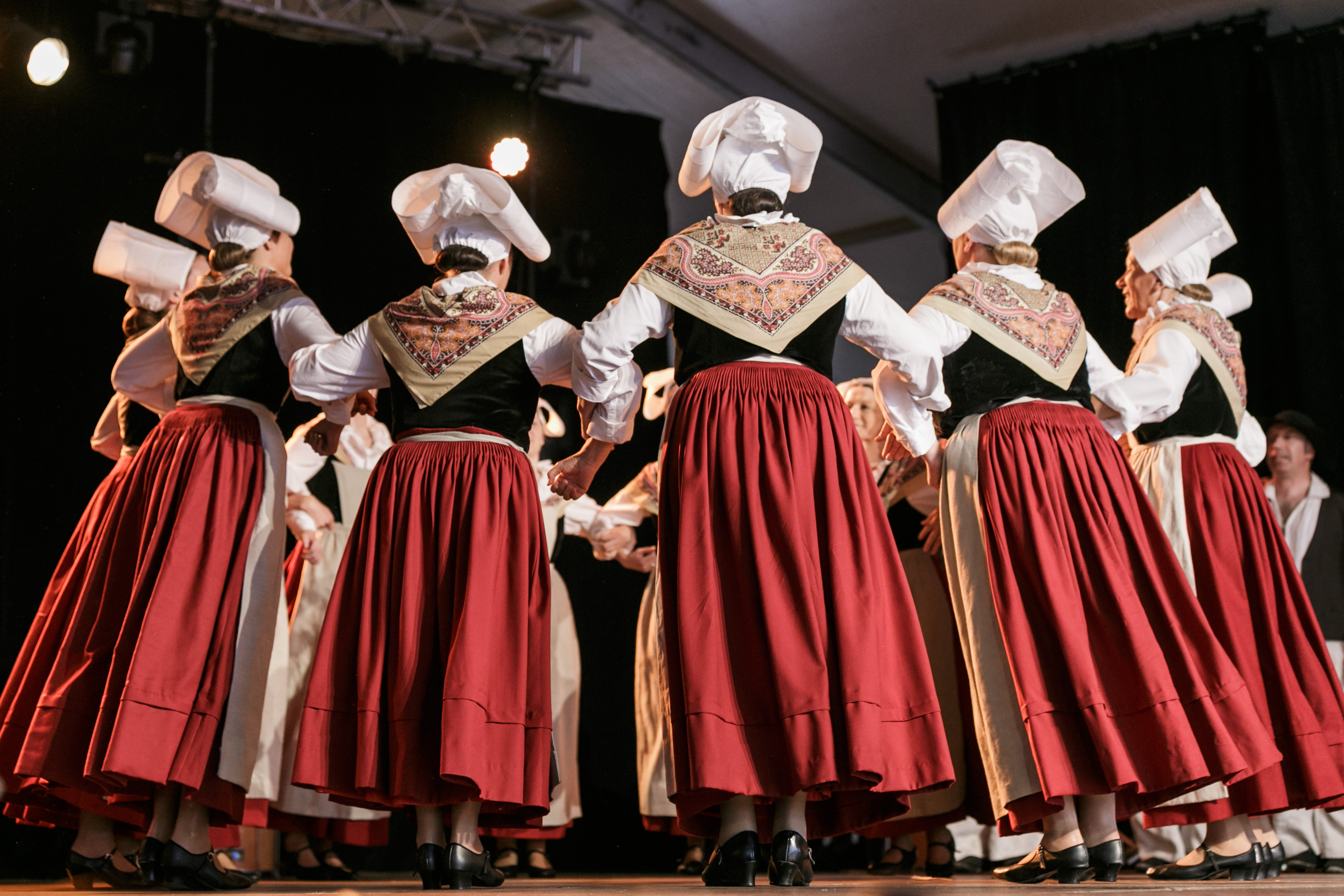
Les danseuses sur la scène du festival de Cornouaille en 2017

Les costumes de l’ensemble traditionnel Les Perrières de Cesson-‐Sévigné sont des reproductions fidèles reconstituées selon les époques à partir de lithographies, photos ou pièces originales (sur des études de René-Yves Creston ou François Hippolyte Lalaisse),. Un soin tout particulier a été apporté au respect de la qualité des tissus, de la coupe, de la façon des couturières d'antan et de l'art de la pose des costumes et des coiffes. 
Allant du début du XIXe siècle au début du XXe, neuf modes vestimentaires ont été reconstituées et sont portées régulièrement par la troupe, en fonction des besoins chorégraphiques :
- 1820-1840 : Costumes de laitière (mode femme) et de bourgeois (mode homme)
- 1860-1880 : Costumes d’apparat (mode femme) ;
- 1900-1920 : Costumes de cérémonie (2 modes femmes – en châle ou en taille – et une mode homme) ;
- 1900-1920 : Costumes de ville (mode femme) ;
- 1900-1940 : Costumes de travail (mode femme et homme)

Deux types de coiffes sont présentés et portés par les danseuses de l’ensemble. Majoritairement, la coiffe dite Catiole, brodée main, est la plus répandue dans le bassin Rennais, laquelle est portée « rebrassée ». Nouveauté en 2013, la Polka. Il s’agit d’une coiffe populaire composée d’un bonnet de tulle brodé, rehaussé d’un nœud-jabot en dentelle posé sur le haut de la poitrine.

## La musique

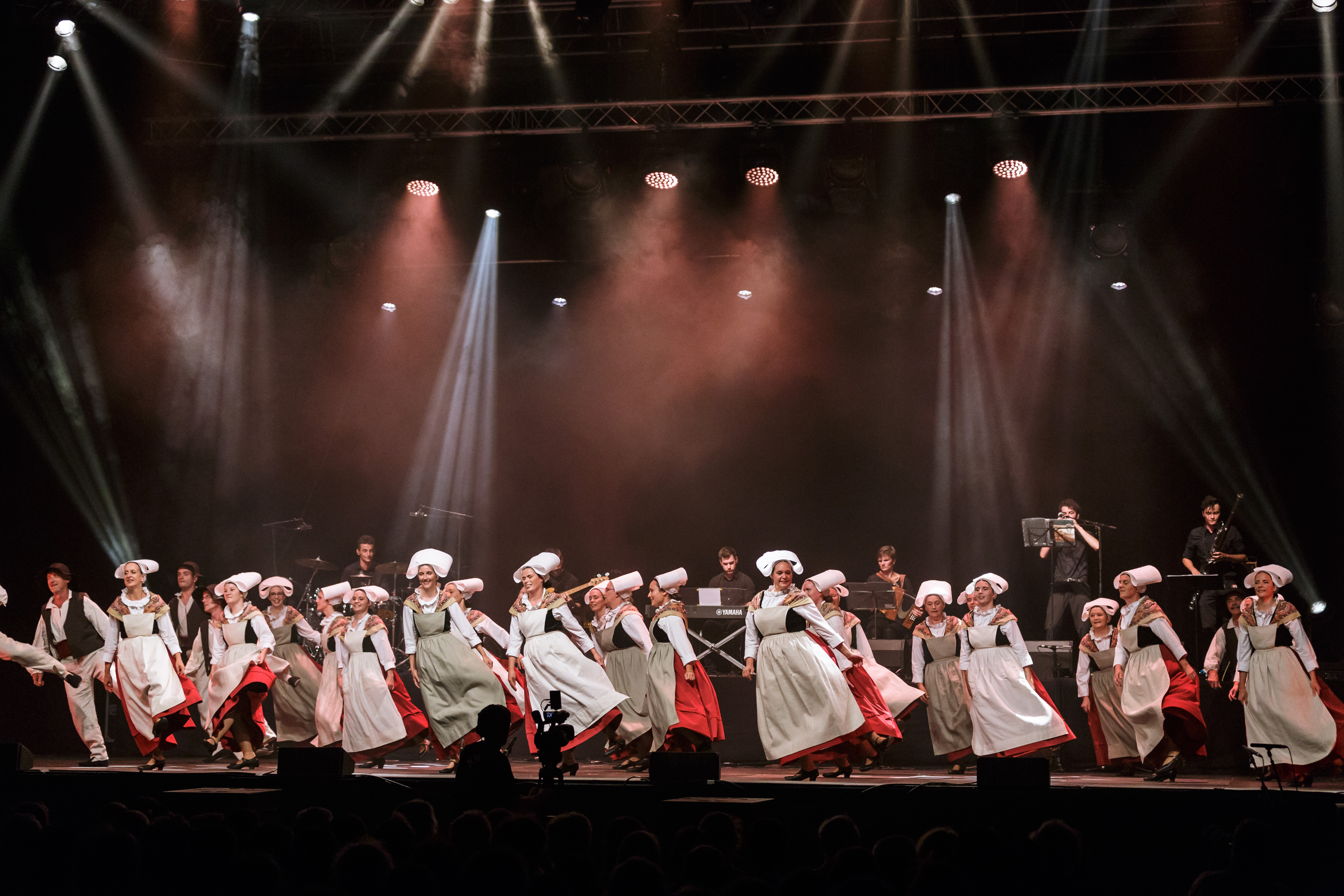
Musiciens et danseurs à Kement Tu

Fondée sur l'imprégnation et l'adaptation de sources de collectage, la musique vise le support à la fois de la danse et du propos artistique. Les airs sont essentiellement originaires de l'est de la Bretagne, même s'il est parfois fait appel à des airs du Poitou ou de Bresse, de compositions des musiciens de l'ensemble ou d'autres musiciens traditionnels, ou encore de clins d'œil cinématographiques. La création musicale est le fruit d'un échange constant entre les musiciens et les chorégraphes tout au long de l'année dans l'objectif de produire une dynamique commune sur scène.
Le groupe musical des Perrières est composé de quatre instrumentistes et de trois chanteurs. Les instruments présents sont les suivants :
- Accordéon diatonique
- Violon
- Flûte traversière
- Guitare
- Basse

Les Perrières ont actuellement un partenariat avec une troupe d'inspiration traditionnelle : la Breizhoucada. Dirigée par Stéphane Hardy, la Breizhoucada « Les MenHirs Black » est un concept de musique bretonne moderne de rue, novateur et unique dans le paysage de l'expression de la musique traditionnelle. Elle rassemble des musiciens amateurs et professionnels d'Ille-et-Vilaine (Accordéons, Bombarde, Cuivre, Percussions, etc.), autour d’une formule de défilé/spectacle de rue (comme au Festival Interceltique de Lorient 2011 et 2013).

## Palmarès
Les Perrières de Cesson-Sévigné sont invitées dans les plus grands festivals de France et d’ailleurs, comme le Festival interceltique de Lorient (2004, 2008, 2011, 2013, 2014, 2015), le Festival de Cornouaille de Quimper (2003, 2008, 2011), le Festival des Filets bleus de Concarneau (2010, 2012, 2015), les Fêtes d'Arvor de Vannes (2008, 2013), le festival Folklores du monde de Saint-Malo (2006), etc.
Ensemble traditionnel de première catégorie depuis 2008. Après deux ans au niveau 1-, Les Perrières rejoignent les meilleurs ensembles évalués par la confédération War'l Leur au niveau 1 en 2010. Ils sont depuis clasés parmi les 10 meilleurs ensembles traditionnels de Bretagne de la confédération,.
| Saison | Confédération | Classement   |
| ------ | ------------- | ------------ |
| 2016   | War'l Leur    | Catégorie 1+ |
| 2015   | War'l Leur    | Catégorie 1  |
| 2014   | War'l Leur    | Catégorie 1  |
| 2013   | War'l Leur    | Catégorie 1  |
| 2012   | War'l Leur    | Catégorie 1  |
| 2011   | War'l Leur    | Catégorie 1- |
| 2010   | War'l Leur    | Catégorie 1  |
| 2009   | War'l Leur    | Catégorie 1- |
| 2008   | War'l Leur    | Catégorie 1- |
| 2007   | War'l Leur    | Catégorie 2+ |
| 2006   | War'l Leur    | Catégorie 2+ |
| 2003   | Kendalc'h     | Catégorie 1  |
| 2002   | Kendalc'h     | Catégorie 2  |
| 2001   | Kendalc'h     | Catégorie 2  |
| 2000   | Kendalc'h     | Catégorie 2  |

## Distinctions

### Récompenses obtenues par le cercle celtique
- Festival Bol d'Eire, 15 septembre 2013, Noyal-Chatillon-sur-Seiche  : Vainqueur du Trophée Bol d’Eire[6]
- Festival Bol d'Eire, 12 septembre 2010, Noyal-Chatillon-sur-Seiche : Vainqueur du Trophée Bol d’Eire

- Festival de Cornouaille, 21 juillet 2003, Quimper : vainqueur du trophée Gradlon[7]
- Festival Danses au pays, 11 mai 2003, Fougères : accessit en première catégorie de la confédération Kendalc’h
- Festival des Affouages, juin 2001, Saint-Amand-Montrond : Chêne d’argent

### Récompenses obtenues par les musiciens
- 1er au Prix Kan Ar Bolb 2012 (cat. solo) : O. Bigot
- 3e au Prix Kan Ar Bolb 2012 (cat. duo) : O. Bigot/A. Vallée
- 1er au Prix Froger-Ferron 2009 (cat .solo) : Y. Laridon
- 1er au Prix Froger-Ferron 2009 (cat. duo) : Y. Laridon/O. Bigot
- 2e au Prix Froger-Ferron 2007 (cat. solo) : Y. Laridon

- 2e au Prix Froger-Ferron 2007 (cat. duo) : Y. Laridon/O. Bigot